# Centropyge venusta
Centropyge venusta е вид бодлоперка от семейство Pomacanthidae. Видът не е застрашен от изчезване.

## Разпространение
Разпространен е в Провинции в КНР, Тайван, Филипини и Япония.